# Estación de Donají
Donají es una estación de trenes que se encuentra en Donaji, Oaxaca.

## Historia
La estación fue edificada sobre la línea del Ferrocarril Nacional de Tehuantepec,  el cual fue concluido el 29 de junio de 1894, estableciéndose así una línea férrea que conectó el Océano Pacífico con el Océano Atlántico.